# Hans Hecker
Pour les articles homonymes, voir Hecker.
Hans Hecker (26 février 1895 à Duisbourg-Meiderich – 1er mai 1979 près de Hann. Münden) est un Generalmajor allemand qui a servi au sein de la Wehrmacht dans la Heer pendant la Seconde Guerre mondiale.
Il a été récipiendaire de la croix de chevalier de la Croix de fer. Cette décoration est attribuée pour récompenser un acte d'une extrême bravoure sur le champ de bataille ou un commandement militaire accompli avec succès.

## Biographie
Hans Hecker étudie au lycée protestant de Gütersloh (de), où il passe l'examen de maturité d'urgence en 1914 en raison du déclenchement de la Première Guerre mondiale. Il s'engage le 2 août 1914 dans le 33e régiment d'artillerie de campagne en tant que Fahnenjunker.
Hans Hecker est capturé par les forces alliées en 1945 et est libéré en 1947.

## Décorations
- Croix de fer (1914)
  - 2e classe
  - 1re classe
- Croix de chevalier de l'ordre royale de Hohenzollern avec Glaives (22 août 1918)
- Insigne des blessés (1914)
  - en Noir
- Croix d'honneur
- Agrafe de la Croix de fer (1939)
  - 2e classe
  - 1re classe
- Insigne de combat général
- Médaille d'argent de la valeur militaire (Medaglia d'Argento al Valore Militare) (Italie)
- Ordre colonial de l'étoile d'Italie
- Croix allemande en Or (19 septembre 1942)
- Croix de chevalier de la Croix de fer
  - Croix de chevalier le 5 août 1940 en tant que Oberstleutnant et commandant du Pionier-Battalion 29 (mot.)[1]
- Bande de bras Afrika